# Grapeland (Teksas)
Grapeland je grad u američkoj saveznoj državi Teksas. Prema popisu stanovništva iz 2010. u njemu je živjelo 1.489 stanovnika.